# Mały Książę (anime)
 Przygody Małego Księcia / Mały Książę (jap. 星の王子さま　プチ・プランス Hoshi no Oujisama Petit Prince) – japoński serial anime z 1978 roku. Nawiązuje do utworu o tym samym tytule Antoine de Saint-Exupéryego.

## Fabuła
Mały Książę żyje na Astroidzie B612. Spędza czas na niej czyszcząc trzy małe wulkany, wykorzeniając baoboby oraz troszcząc się o swą piękną przyjaciółkę – Różę. Kiedy czuje się samotny łapie w siatkę na motyle kometę i leci na Ziemię z wizytą.

## Wersja polska
W Polsce był emitowany w latach 90 w pasmie wspólnym TV Regionalnych. Wyemitowano tylko 26 odcinków. Serial został wydany na kasetach VHS i DVD z angielskim dubbingiem i polskim lektorem, którym był Mirosław Utta.
Wersja wydana z polskim lektorem i angielskim dubbingiem.
- Dystrybutor VHS: Eurokadr[1][2][3]
- Dystrybutor DVD: Epelpol Entertainment[4]
- Czytał: Mirosław Utta

## Obsada

### Dubbing japoński
- Taiki Matsuno jako Mały Książę
- Hiroko Maruyama jako  Claude
- Kaoru Kurosu jako Peter
- Kazue Takahashi jako Boss
- Keiko Yokozawa jako Saten
- Masaaki Yajima jako narrator

### Dubbing angielski
- Katie Leigh jako Mały Książę

## Lista odcinków
| Nr  | Tytuł angielski           | Tytuł polski                                              |
| --- | ------------------------- | --------------------------------------------------------- |
| 01. | Higher Than Eagles Fly!   | Nawet wyżej niż orły latają / Wyżej niż nawet orły latają |
| 02. | Shipwreck!                | Katastrofa na morzu                                       |
| 03. | On Wings of Love          | Skrzydła miłości                                          |
| 04. | Rob the Rainbow           | Wyprawa na koniec tęczy                                   |
| 05. | A Small Alien             | Mały przybysz z kosmosu                                   |
| 06. | Somewhere in Space        | Gdzieś w kosmosie                                         |
| 07. | Visit to Another Planet   | Podróż na obcą planetę                                    |
| 08. | The Perfect Planet        | Planeta idealna                                           |
| 09. | The Wolf Pack             | Wilcze stado                                              |
| 10. | The Star Gazer            | Wpatrujący się w gwiazdy                                  |
| 11. | Last Voyage of the Rose   | Ostatnia podróż Róży                                      |
| 12. | The Chimney Sweep         | Kominiarz                                                 |
| 13. | The Greatest Gift         | Najlepszy prezent                                         |
| 14. | Too Big for This World!   | Zbyt duży na tym świecie                                  |
| 15. | The Winning Ride          | Zwycięski wyścig                                          |
| 16. | To Be a Man               | Być mężczyzną                                             |
| 17. | The Magic Case            | Walizka pełna czarów / Magiczna skrzynia                  |
| 18. | Always Listen to a Fox    | Zawsze słuchaj się lisa                                   |
| 19. | The Dancing Bear          | Tańczący niedźwiedź                                       |
| 20. | Hitch Onto Halley's Comet | Podróż na gapę kometą Halleya                             |
| 21. | A Light in the Storm      | Światło w czasie burzy                                    |
| 22. | What Makes Mitzi Mean?    | Co zdenerwowało Mitzi?                                    |
| 23. | The Wishing Stone         | Magiczny kamień / Kamień spełniający życzenia             |
| 24. | A Different World         | Inny świat                                                |
| 25. | Erase All Beauty          | Wyzbądźcie się całego piękna                              |
| 26. | Play It Again, Sean!      | Zagraj jeszcze raz, Sean!                                 |

- 27.  Run! Locomotive
- 28.  Lullabye-grass of love
- 29.  When the aurora shines
- 30.  Adventure of the good ship Dream -first half-
- 31.  Adventure of the good ship Dream -second half-
- 32.  I want to go home to my star
- 33.  Fly, comet ship!
- 34.  Village vanished to the lake bottom
- 35.  Bridge of friendship
- 36.  Sculptor of the forest
- 37.  Hero's hill
- 38.  Violin singing to the heart
- 39. Good night, prince